# Ичхон
Ичхо́н (кор. 이천시?, 利川市?) — город в провинции Кёнгидо Южной Кореи. Является одним из центров корейского керамического производства.

## История
Первые упоминания о жилых поселениях относятся к 475 году — тогда территория, на которой находится современный Ичхон, относилась к царству Пэкче. Позже эта территория была захвачена государством Когурё, тогда же здесь был образован административный район (хён) Намчхон. В 551 году Намчхон перешёл под юрисдикцию королевства Силла. В 757 году был переименован в Хванму. Современное название Ичхон получил в 936 году, в эпоху династии Корё, тогда же был получен статус уезда (кун или гун). В 1390 году Ичхон был переименован в Намчхон. В 1896 году, после реформы Кабо Ичхону было возвращено прежнее название, под которым он известен до сих пор. 1 марта 1996 года Ичхону был присвоен официальный статус города (си).

## География
Расположен в юго-восточной части провинции Кёнгидо в центре страны, значительная часть территории покрыта лесами. Ландшафт преимущественно холмистый, образован течением нескольких некрупных притоков реки Намханган, крупнейшие из которых — Покхачхон и Чхонмичхон.

## Административное деление
Ичхон административно делится на 2 уездных города, 8 волостей и 4 тон (дон):
| Район       | Хангыль  | Площадь, км² | Население, чел | Внутреннее деление |
| ----------- | -------- | ------------ | -------------- | ------------------ |
| Пубаль      | 부발읍   | 41,9         | 34 583         | 14 ри              |
| Чанховон    | 장호원읍 | 60,34        | 16 067         | 13 ри              |
| Маджан      | 마장면   | 51,63        | 7 726          | 13 ри              |
| Мога        | 모가면   | 40,99        | 5 331          | 11 ри              |
| Пэкса       | 백사면   | 32,55        | 10 306         | 10 ри              |
| Синдун      | 신둔면   | 36,46        | 10 959         | 13 ри              |
| Сольсон     | 설성면   | 51,66        | 5 724          | 12 ри              |
| Тэволь      | 대월면   | 31,44        | 14 978         | 10 ри              |
| Хобоп       | 호법면   | 37,92        | 5 021          | 9 ри               |
| Юльмён      | 율면     | 36,77        | 3 146          | 10 ри              |
| Квангодон   | 관고동   | 7,76         | 10 399         |                    |
| Чуннидон    | 중리동   | 22,09        | 15 218         |                    |
| Чханджондон | 창전동   | 1,13         | 20 607         |                    |
| Чынпходон   | 증포동   |              | 37 895         |                    |

## Культура
Предприятия культуры:
- Международный центр керамики — выставочный зал, в котором представлены сотни экспонатов современной корейской и мировой школы керамики. Помимо него в городе действует несколько музеев керамики и выставка керамических изделий под открытым небом.[3]
- Ичхонская ремесленная деревня — представляет собой центр керамического ремесла города. Этот центр развивается начиная с эпохи ранней династии Чосон. Сейчас здесь работает более 80 мастерских и несколько сотен печей по обжигу. Деревня керамики открыта для посещения туристами, здесь организовываются международные выставки и биеннале.[4]

Фестивали:
- Ежегодный фестиваль скульптур, проходящий с 1998 года.
- Фестиваль риса — проводится ежегодно в начале осени.[5]

## Достопримечательности
Исторические:
- Буддийский храм Синхынса — расположен в местечке Сонымни. Согласно средневековым хроникам, построен на месте более древнего храма, существовавшего на этом месте в эпоху Трёх государств. Впервые упоминается в XVIII веке.
- Йонхваджонса — храм, расположенный в Часонни. Постройка относится к XII веку.
- Йонвонса — храм в районе Пэксамён. Один из древнейших буддийских храмов региона. Считается, что первые постройки появились здесь в VII веке.
- Горный форт Сольбон — площадь этой крепости около 10 тыс. м². Хорошо сохранилась каменная крепостная стена и несколько сторожевых башен. Форт использовался в качестве военного укрепления в эпоху Трёх государств.

Природные:
- Горячие источники Очхонбэми — известны со времён вана Седжона Великого. В настоящее время на месте этих источником построен крупный спа-курорт.[6]
- Озеро Сольбонхо площадью около 100 тыс. м², расположено на территории Сольбонского парка.
- Горы Ичхона, среди которых наиболее известные — Сольбонсан, Пэкчоксан и Тодырамсан. На склонах гор в окрестностях Ичхона имеется горнолыжный курорт, проложено несколько маршрутов для занятий горным туризмом.

## Экономика
Лучше всего развито сельское хозяйство — выращивание риса и персиков. Ичхон — центр керамической промышленности Южной Кореи. Бюджет города составляет около 282 миллиона долларов.

## Высшее образование
Высшие учебные заведения города включают:
- Корейский туристический колледж
- Колледж Чхонган

## Символы
- Птица: сорока — символизирует мир и содружество граждан.
- Дерево: сосна — олицетворяет движение вперёд и гордость за город.
- Цветок: азалия — символизирует гармонию и единство.
- Маскоты: Тодами и Хвадами — олицетворяют две стихии — соответственно Землю и Огонь.